# Einstossflammenwerfer 46

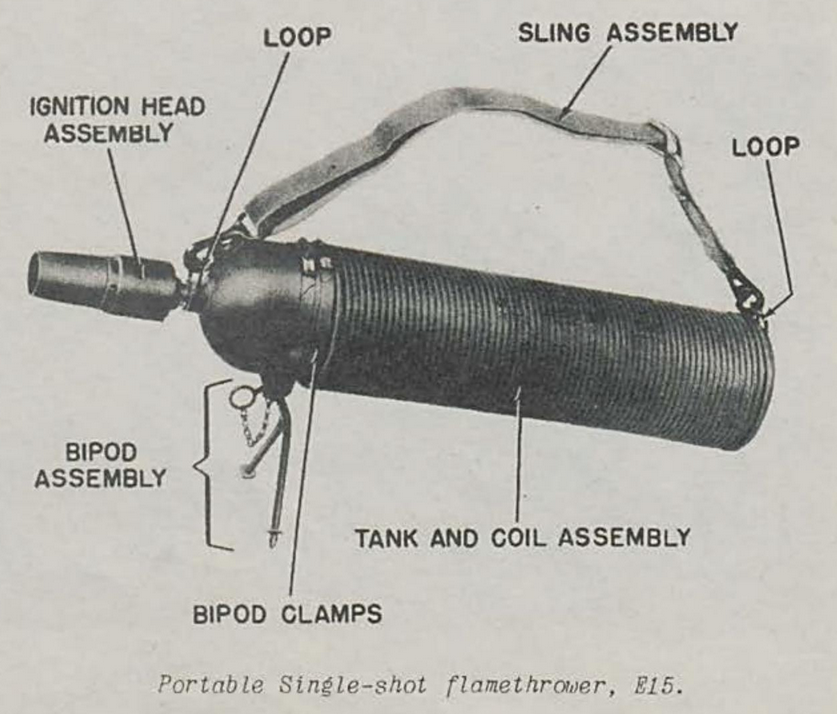
Prototyp des deutschen Einstossflammenwerfers 46

Der Einstossflammenwerfer 46 war ein handgeführter Ein-Mann-Flammenwerfer, der im Zweiten Weltkrieg von der deutschen Wehrmacht eingesetzt wurde.

## Einsatz
Ursprünglich war dieses Modell als „tragbarer“ Flammenwerfer für die Luftwaffe konzipiert worden. Aber aufgrund der kritischen militärischen Situation im Jahr 1945 wurde dieser einfach zu produzierende Waffentyp Infanterieeinheiten des Heeres sowie dem Volkssturm zur Verfügung gestellt. In militärischen Dokumenten wird die Waffe manchmal als Volksflammenwerfer 46 (Volksflammenwerfer Modell 46) und Abwehrflammenwerfer 46 (Abwehrflammenwerfer Modell 46) bezeichnet.
Etwa 30.700 Exemplare wurden ab Oktober 1944 produziert. Eine kleine Anzahl wurde wahrscheinlich im Kampf des Volkssturms und der regulären Einheiten während der Schlacht um Berlin im Frühjahr 1945 eingesetzt und könnte an Kommandos des Werwolfs verteilt worden sein.
Obwohl Flammenwerfer ihre psychologische und taktische Wirksamkeit in bestimmten Kampfeinsätzen bewiesen haben, schränkte seit dem Ersten Weltkrieg das Gewicht und damit die Beweglichkeit sowie die Sichtbarkeit des Bedieners, der zu einem vorrangigen Ziel für den Gegner wird, den Einsatz ein.
Nicht nur deutsche Ingenieure setzten dieses Waffensystem um. Die königlich italienische Armee stattete sich mit einem tragbaren Flammenwerfer als Handwaffe aus, dem 41er Angriffsmodell. Amerikanische Ingenieure entwarfen den Prototyp des tragbaren Flammenwerfers E15 für den Einzelwurf. Nach dem Krieg wurde das Konzept zur Handflammpatrone und der Brandhandgrante weiter entwickelt.

## Technische Daten
Der Flammenwerfer besteht aus einem 1,7-Liter-Zylindertank, der mit einem Gemisch aus Benzin und Treibmittelflüssigkeit unter Druck gefüllt ist, mit einer Düse von 9 mm Durchmesser und einem Pistolengriff an der Vorderseite des Zylinders. Die Waffe wiegt 3,6 kg und wirft einen Flammstrahl von weniger als einer Sekunde auf eine Nutzreichweite von etwa 27 Metern. Ein Gurt ermöglicht das Tragen der Waffe, die an der Hüfte gehalten wird. Im Gegensatz zur Panzerfaust gilt das Gerät nicht als Einwegwaffe und kann wieder aufgefüllt werden.
| Kenngröße                   | Daten      |
| --------------------------- | ---------- |
| Länge                       | 60 cm      |
| Breite                      | 7,2 cm     |
| Höhe                        | 21 cm      |
| Gewicht                     | 3,6 kg     |
| Druckgas                    | Stickstoff |
| Flammölmenge                | 1,7 Liter  |
| Anzahl möglicher Flammstöße | 1          |
| effektive Wurfweite         | 27 m       |
| maximale Wurfweite          | 40 m       |